# Ignacio Prieto
Ignacio Prieto Urrejola (Santiago, 1943. szeptember 23. –) chilei válogatott labdarúgó, edző.

## Pályafutása

### A válogatottban
1965 és 1977 között 29 alkalommal szerepelt a chilei válogatottban és 3 gólt szerzett. Részt vett az 1966-os világbajnokságon és az 1967-es Dél-amerikai bajnokságon.

## Sikerei, díjai

### Játékosként
Universidad Católica
- Chilei bajnok (1): 1966

Nacional
- Uruguayi bajnok (3): 1969, 1970, 1971
- Copa Libertadores (1): 1971
- Interkontinentális kupagyőztes (1): 1971

Chile
- Dél-amerikai bajnokság bronzérmes (1): 1967

### Edzőként
Universidad Católica
- Chilei bajnok (2): 1984, 1987
- Chilei kupa (1): 1983
- Chilei köztársasági kupa (1): 1983

Colo-Colo
- Chilei kupa (1): 1994